# Richard III (toneelstuk)

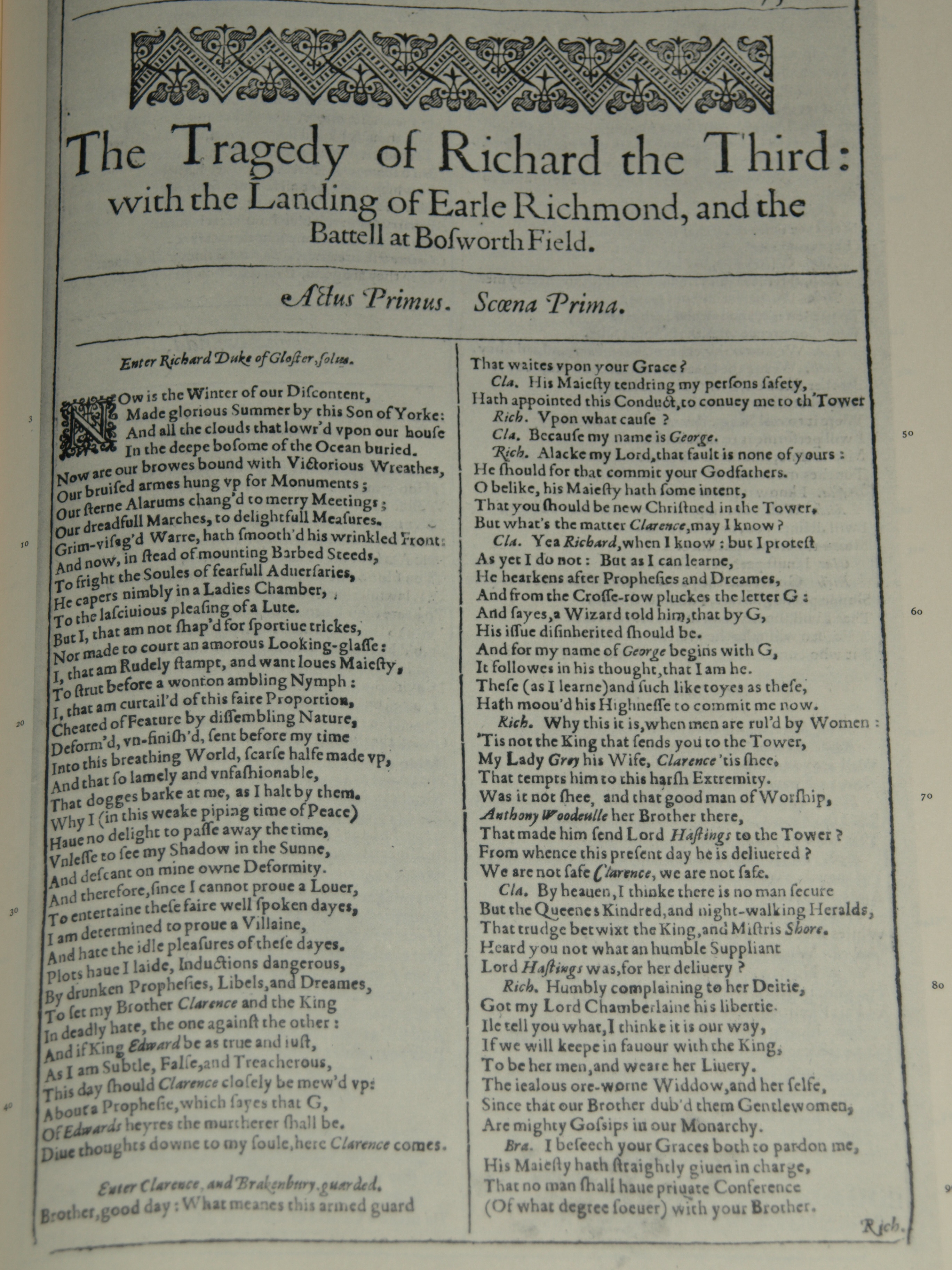
The Tragedy of Richard the Third, in de First Folio van 1623 opgenomen.

Richard III (Engelse titel: The Tragedy of Richard the Third)  is een omstreeks 1595, mogelijk reeds in 1592 geschreven historiestuk van William Shakespeare over de corrupte, sadistische Richard III van Engeland die na de troonsbestijging van zijn oudere broer Eduard alles in het werk stelt om de koningskroon voor zichzelf op te eisen. Shakespeare schiep met Richard III een personage dat het theaterpubliek al eeuwen fascineert. Hoewel mismaakt van geest en lichaam is hij in staat tot sluwe politieke manipulaties, genietend van zijn eigen kwaadaardigheid. Richard III volgt op Hendrik VI, deel 1, Hendrik VI, deel 2 en Hendrik VI, deel 3 en sluit deze eerste tetralogie af met Shakespeares lange overzicht van de 15e-eeuwse Engelse geschiedenis. Het wordt algemeen beschouwd als een van zijn beste en meest opgevoerde toneelstukken.

## Datering en bronnen
Sommige literatuurhistorici nemen aan dat het stuk vroeger dan 1595 geschreven is, maar dat is niet te achterhalen. Feit is dat het ingeschreven werd in het Stationers' Register op 29 augustus 1597, en dat Francis Meres het opnam in zijn lijst van Shakespearestukken (Palladis Tamia, 1598). Er bestaat een anoniem verschenen bad quarto van uit 1597, die door acteurs uit het geheugen lijkt te zijn samengesteld. Deze bad quarto werd herdrukt in 1598, 1602, 1605, 1612 en 1622. Na de betere versie van de First Folio uit 1623 werd het als bad quarto nog tweemaal gedrukt: in 1629 en 1634 Waarschijnlijk vond een eerste opvoering plaats in het huis van Sir Edward Hoby op 9 december 1595, waardoor de ontstaansdatum van de tekst mogelijk in dat jaar gesitueerd kan worden.
Shakespeare putte voor zijn (aangepast en gedramatiseerd) verhaal net zoals voor zijn andere historische stukken waarschijnlijk uit Edward Halls The Union the Two Noble and Illustre Families of Lancaster and York uit 1548, en uit Raphael Holinsheds Chronicles uit 1587. Het was echter Thomas Mores meesterlijke biografie The History of King Richard the Third uit 1513 die Richards reputatie als tirannieke koning vestigde, en het was ook daaruit dat Shakespeare heel wat details ontleende over de persoonlijkheid en het uitzicht van Richard III.

## Belangrijkste personages
- Richard - de protagonist van het stuk die zich voorneemt om iedereen op zijn weg naar de troon uit de weg te ruimen. Hierbij kan hij gebruikmaken van zijn aanzienlijke intelligentie en briljante welbespraaktheid die hem in staat stelt anderen te manipuleren.
- Buckingham - de rechterhand van Richard die hem steunt in zijn plannen en intriges om de macht te verwerven. Hoewel hij aanvankelijk even amoreel en ambitieus lijkt als Richard, blijkt uiteindelijk toch dat er grenzen zijn aan zijn bereidheid om te doden, iets waarvoor hij door Richard meedogenloos gestraft zal worden.
- Koning Eduard IV - de oudere broer van Richard en Clarence die koning van Engeland is aan het begin van het stuk. Hij had historisch een belangrijk aandeel in de manier waarop de Yorks de Lancasters (de beide 'Rozenfamilies') van de macht verdreven. Eens hij koning is toont hij zich echter tolerant en tracht de strijdende facties met elkaar te verzoenen.
- Clarence - (ook 'George' genoemd), de jongere broer van Richard die door deze laatste vermoord wordt als een van de geplande fasen om troonopvolger te worden. Clarence heeft twee kinderen, een zoon en een dochter.
- Koningin Elizabeth - de vrouw van koning Eduard IV en de moeder van de twee jonge prinsen (de erfgenamen van de troon) en hun oudere zus, de jonge Elizabeth. Na de dood van Eduard is zij overgeleverd aan de genade van Richard. Richard beschouwt haar terecht als een vijand, omdat ze zich verzet tegen zijn klim naar de macht. Haar verwanten Dorset, Rivers en Gray zijn haar bondgenoten.
- Dorset, Rivers en Gray - verwanten en bondgenoten van Elizabeth en leden van de Woodeville en Gray families. Rivers is de broer van Elizabeth, Gray en Dorset zijn haar zonen uit haar eerste huwelijk. Richard laat uiteindelijk Rivers en Grey terechtstellen, maar Dorset weet tijdig te vluchten.
- Anne - de jonge weduwe van prins Eduard, die de zoon was van de voormalige koning, Henry VI. Lady Anne heeft een hekel aan Richard omdat die verantwoordelijk was voor de dood van haar man, maar toch slaagt Richard erin om haar tot een huwelijk te overhalen.
- Hertogin van York - nu weduwe, is de moeder van Richard, Clarence en koning Eduard IV. De hertogin van York is Elizabeths schoonmoeder. Ze toont zich erg beschermend tegenover Elizabeth en haar kinderen. Ze heeft een hekel aan Richard en zal hem uiteindelijk zelfs vervloeken vanwege zijn wreedheid.
- Margaret - de weduwe van de dode koning Henry VI (een Lancaster die door de Yorks werd afgezet) en de moeder van de vermoorde prins Eduard.[3] Omdat de Yorks die nu aan de macht zijn haar man en kinderen vermoord hebben, haat zij iedereen van die familie, en Richard nog het meest.
- De prinsen - prins Eduard en de hertog van York, de twee jonge zonen van koning Eduard IV en zijn vrouw Elizabeth. Richard laat hen als rechthebbers op de troon opsluiten in de Tower en om het leven brengen.[4]
- Jonge Elizabeth - de dochter van de voormalige koningin Elizabeth. De jonge Elizabeth wordt een pion in de politieke machtsspelletjes en wordt op het einde van het stuk uitgehuwelijkt aan Richmond, de leider van de Lancaster- rebellen, met de bedoeling om de strijdende families te verenigen.
- Richmond - een lid van een tak van de koninklijke familie der Lancasters. Richmond wordt de leider van een aanzienlijk rebellenleger dat Richard van de macht zal verdrijven. Hij wordt voorgesteld als tegenpool van Richard: goed, rechtvaardig en loyaal, wat zeker goed zal zijn ontvangen in de tijd van Shakespeare: Richmond was immers de eerste van de Tudor-dynastie die ten tijde van de eerste opvoeringen nog steeds heerste.

## Synopsis

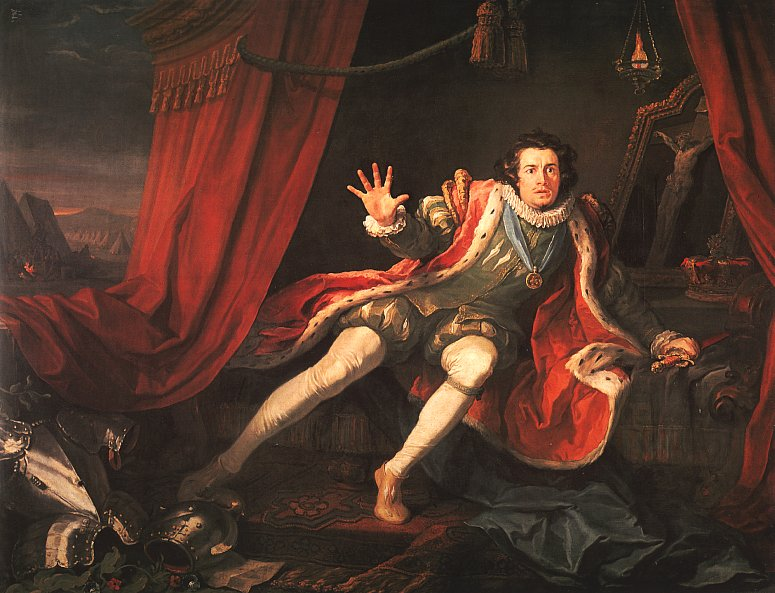
De acteur David Garrick als Richard III: aan de vooravond van de Slag bij Bosworth wordt de koning bezocht door de geesten van degenen die hij heeft laten vermoorden. Schilderij van William Hogarth, 1745.

Aan het begin van het stuk is Richard nog hertog van Gloucester. Zijn oudere broer zit na de nederlaag van Hendrik VI op de troon als Eduard IV. Uit pure kwaadaardigheid verzint Richard, een lelijke gebochelde man met een sluw verstand, allerlei intriges om zelf op de troon te komen. Hij schrikt er daarbij niet voor terug om zijn twee broers, koning Eduard en George, hertog van Clarence, tegen elkaar uit te spelen. George wordt vals beschuldigd van verraad zodat Richard hem kan laten arresteren. Ook maakt hij Anne, de weduwe van de vermoorde prins van Wales, schaamteloos het hof op de begrafenis van haar man (die hij in Henry VI, part 3 zelf vermoordde!). Eduard IV, die doodziek is aan het begin van het verhaal, overlijdt. Richard heeft al geregeld om George tijdens zijn gevangenschap te laten vermoorden. Zo is voor de nietsontziende Richard de weg vrij om als regent aan het hoofd van het land te komen, tot Eduards zoon (ook een Eduard) oud genoeg is om de troon te bestijgen.
Onder voorwendsel dat hij de prins van Wales en zijn jongere broer wil 'beschermen' laat Richard hen verblijven in de Tower of London. Vervolgens pakt hij de loyalistische lords aan. Vaughan, Rivers, Hastings en Grey worden eerst opgesloten en dan geëxecuteerd. Met de steun van Buckingham verklaart Richard publiekelijk dat Eduard IV's nakomelingen technisch gezien onwettig zijn. Buckingham biedt hem vervolgens de troon van Engeland aan, waarbij Richard voorwendt terughoudend te zijn om dit te accepteren. Tegen die tijd is Richard zelfs vervreemd van zijn eigen moeder, die hem vervloekt en voor bloedige tiran uitscheldt.
Richard versterkt nu zijn aanspraken op de kroon, en maakt plannen om de twee jonge prinsen in de Tower te laten vermoorden. Buckingham, die tot dan toe zijn bondgenoot was, wil hem daarbij echter niet helpen zodat Richard verplicht is een moordenaar in dienst te nemen. Richard is inmiddels na de verdachte dood van Anne weduwnaar geworden en neemt zich voor om zijn nichtje, de dochter van de gestorven koning Eduard, te trouwen. Elizabeth, de weduwe van Eduard, maakt Richard wijs dat ze het ermee eens is, maar zorgt er intussen voor om haar dochter te koppelen aan de graaf van Richmond.
De weerstand tegen de meedogenloos ambitieuze Richard groeit verder aan als Richmond met een leger vanuit Frankrijk tegen hem ten oorlog trekt. Buckingham wordt gevangengenomen nadat zijn leger uiteengeslagen wordt, waarop Richard hem onmiddellijk laat executeren. Onderwijl rukt Richmond, die het Kanaal heeft overgestoken, met zijn leger verder op naar Londen. De legers van Richard en Richmond legeren de avond voor het gevecht in de buurt van Bosworth Field. Richard wordt nu bezocht door de geesten van de vele mensen die hij heeft laten afslachten, en allen voorspellen ze zijn ondergang.
Tijdens de Slag bij Bosworth valt Richard van zijn paard ("A horse, a horse! I’d give my kingdom for a horse!"); Richmond vindt hem, en ze gaan elkaar met hun zwaarden te lijf. Richmond overwint en doodt Richard, en wordt op het slagveld tot koning Hendrik VII gekroond. Dit betekent meteen het einde van de War of the Roses en het begin van de dynastie van de Tudors.

## Verfilmingen
Enkele bekende verfilmingen zijn:
- Richard III (V.K.- 1911; 16 min) onder regie van Frank R. Benson, met Frank R. Benson als Richard III;
- Richard III (V.S. - 1912; 55 min) onder regie van M.B. Dudley, James Keane; acteurs: Frederick Warde als Richard III, James Keane als Richmond;
- Richard III (V.K. - 1955; 157 min) onder regie van Laurence Olivier is een van de bekendste verfilmingen. Acteurs: Laurence Olivier als Richard III, John Gielgud als Clarence, Ralph Richardson als Buckingham, Claire Bloom als Lady Anne;
- The Goodbye Girl uit 1976, een film uit de V.S. geregisseerd door Herbert Ross, met Richard Dreyfuss als homoseksuele Richard III;
- Eveneens gewaardeerd wordt de versie uit de reeks die de BBC over Shakespeares toneelstukken uitzond in 1983, met acteur Ron Cook als Richard;
- Regisseur Richard Loncraine maakte in 1995 een versie die zich afspeelt in een fictief fascistisch Groot-Brittannië in de jaren 1930. Acteurs: Ian McKellen als Richard III, Jim Broadbent als Buckingham, Kristin Scott Thomas als Lady Anne, Annette Bening als Queen Elizabeth;
- Looking for Richard (V.S. - 1996; 109 min) onder regie van Al Pacino; acteurs: Al Pacino als Richard III, Aidan Quinn als Richmond, Alec Baldwin als Clarence, Winona Ryder als Lady Anne;
- In 2008 regisseerde Scott M. Anderson een verfilming van Richard III, met onder meer Scott M. Anderson en David Carradine.

## Bekende citaten
"Now is the winter of our discontent
made glorious summer by the Sun of York" (Act 1 scene 1)
Dit zijn de eerste versregels uit Richard III, en ze worden uitgesproken door Richard. Wat hier gezegd wordt is dat de Eduard IV, de broer van Richard (hier: "de zon" genoemd, ook een woordspeling voor 'the son', de zoon van Eduard IV, de eerste koning van de York-dynastie) ervoor gezorgd heeft dat er een einde kwam aan de bedreigingen (van de Lancasters) waar het huis van York onder leed.
"A horse! A horse! My kingdom for a horse!" (Act 5 scene 4)
"Bloody thou art, bloody will be thy end." (Act 4 scene 4)
"Since I cannot prove a lover…
I am determined to prove a villain." (Act 1 scene 1).
- Bibliothèque nationale de France: cb11945886n (data)
- Catàleg d'autoritats de noms i títols de Catalunya: 981058615868306706
- Gemeinsame Normdatei: 4099359-0
- Library of Congress Control Number: n82015147
- MusicBrainz work: 430b9483-a2f9-41ba-93b8-38c837f3a678
- Nationale Bibliotheek van Israël: 987007520683305171
- Virtual International Authority File: 192632325